# Biblioteca Central del Ejército
La Biblioteca Central del Ejército "General Doctor Benjamín Victorica" es una biblioteca militar del Ejército Argentino con asiento en el Edificio Libertador, Ciudad de Buenos Aires, y bajo la órbita de la Red de Bibliotecas de las Fuerzas Armadas.

## Reseña
Fue creada el 2 de enero de 1884 junto al Estado Mayor General del Ejército y en 1993 fue llamada General Doctor Benjamín Victorica.
En esta Biblioteca se hallan la memoria del Ministerio de Guerra y Marina, documentos históricos del Ejército y material de estudio acerca de las guerras de la Independencia, del Paraguay y Malvinas.
Desde 1993 se encuentra en la Red de Bibliotecas de las Fuerzas Armadas.